# Richard Di Martino
Richard Di Martino (1971) è un fumettista francese.

## Biografia
Dopo aver studiato grafica, ha lavorato in un'agenzia di comunicazione e poi in uno studio di cartoni animati prima di pubblicare il suo primo album. Nel 1999 ha dato vita a Malek Sliman. Prima da solo, poi con la sceneggiatura di Bruno Falba. Seguono 3 volumi dal 2000 al 2002.
Nel 2001 partecipa alla creazione di Zarmatelier, un laboratorio di fumetti, con Bruno Bessadi, Thomas Allart, Eric Stoffel, Domas, ecc.
Nel 2002 ha realizzato, insieme a Eric Stoffel, storie brevi per la casa editrice Semic, apparse su Yuma pockets n° 6&7, oltre a lavori occasionali da freelance per ia rivista Spirou (fino al 2011).
Nel 2003 ha iniziato la serie Outre Tombe con Jean e Simon Léturgie alla sceneggiatura (3 album pubblicati da Vents d'Ouest), poi nel 2006 ha co-diretto con Simon Léturgie l'adattamento a fumetti della commedia di Molière George Dandin per la raccolta "Commedia" pubblicata da Vents d'Ouest.
Dopo che il suo editore ha interrotto la serie Outre Tombe, è passato a Bamboo Édition, dove ha prodotto un album di Les Fondus (les Fondus de Jardinage) con Christophe Cazenove e Hervé Richez, prima di passare a Paquet, dove ha pubblicato Eddy l'Angoisse, un album intimo di 144 pagine che ha scritto e disegnato per la collezione Discover.
Dopo una parentesi a Fluide Glacial nel 2010 con Ingrid de la Jungle in collaborazione con Serge Scotto e Stoffel, un fumetto che parodia l'affare Betancourt,, torna a Vents d'Ouest per Tels pères, telles filles, scritto e prodotto con Domas, e a Bamboo Édition per il dittico Tattoo Mania con Christophe Cazenove.
Nel 2011 ha creato una collana per bambini dai 3 ai 7 anni presso Bamboo Édition: "Pouss de Bamboo", che dirige insieme a Domas e in cui ha scritto Le Petit Poucet, Blanche Neige, Le loup & les 7 chevreaux, La Chèvre de monsieur Seguin e Ali Baba.
Nel 2015, Cléo la petite Pharaonne è stato pubblicato da Bamboo Édition, con gag scritte da Christophe Cazenove e Hélène Beney,, seguito nel 2016 dal secondo volume, Cléo, l'atout d'une grande. Contemporaneamente, Richard Di Martino ha ripreso il personaggio di Pif in una serie trimestrale chiamata Super Pif, con storie scritte da François Corteggiani. Dal 2020, conduce la serie "Les METALLEUX" per l'edizione Kennes, essendo la musica metal la sua seconda passione nella vita.

## Opere
- Malek Sliman (sceneggiatura: Bruno Falba; Editore: Vents d'Ouest)
  - 1 Pax Massilia (2000) colore: Schelle&Rosa
  - 2 À un de ces quatre 2001) colore: Arnaud Boutle
  - 3 Recyclage (2002) colore: Arnaud Boutle
- Outre Tombe (sceneggiatura: Simon Léturgie, Jean Léturgie; colori: Julien Lois; editore: Vents d'Ouest)
  - 1 Maman est revenue (2004)
  - 2 Loup y es-tu ? (2005)
  - 3 Trois petits tours et puis s'en vont (2006)
- «Commedia»
  - George Dandin (2006)
- Les Fondus (sceneggiatura: Christophe Cazenove, Hervé Richez; colori: Amouriq & Mirabelle; editore: Bamboo)
  - Les Fondus de Jardinage (2008)
- Eddy l'Angoisse (sceneggiatura e disegni; Éditions Paquet) (2008)[14]
- Ingrid de la Jungle (sceneggiatura: Eric Stoffel e Serge Scotto; colori: Julien Lois; editore: Fluide glacial) (2010)[4],[5]
- Tattoo mania (sceneggiatura: Christophe Cazenove; colori Julien Lois; editore: Bamboo)
  - Volume1 (2011)
  - Volume 2 (2013)
- Tels pères, telles filles (coscénario + dessin : Domas ; couleurs Lois ; Éditeur : Vents d'Ouest) (2011)
- Le Petit Poucet ; (Editore: Bamboo);(2011)
- Blanche Neige ; (Editore: Bamboo) (2012)
- Le Loup et les 7 Chevreaux; (Editore: Bamboo) (2013)
- La chèvre de Monsieur Seguin; (Editore: Bamboo) (2015)
- Cléo (sceneggiatura: Christophe Cazenove e Hélène Beney; colori: Sandrine Cordurie; Editore: Bambo
  - Volume 1 (2015)
  - Volume 2 (2016)
- Ali Baba et les 40 voleurs ; (Editore: Bamboo) (2017)[15]
- Koko & Ti'M, sceneggiatura di Hélène Beney, colori di Christian Lerolle; editore: Bamboo (2018)[16]
- Les Metalleux (co-scrittura di Chloé O; colori di Christian Lerolle; editore: Kennes)
  - Volume 1 (2020)
  - Volume 2 (2021)
  - Volume 3 (2022)